# 蘇秀姃
蘇秀姃（20世纪—），女，臺中市政治人物。臺中縣黑派資深成員，曾任第二屆國大代表、中國國民黨第20屆全代會候補中央委員、第13、14、15、17、18、19、20、21、22全黨代表、臺中市政府市政顧問、蘇秀姃會計事務所負責人、中華民國觀護協會副秘書長。
2010年8月，民進黨台中市長提名人蘇嘉全曾到台中縣烏日鄉拜訪蘇秀姃。